# Ели Голдинг
Ели Голдинг (на английски: Ellie Goulding) е британска певица, текстописка и китаристка.
Добива популярност, след като оглавява класацията на BBC за Нов звук на 2010 и печели Наградата на критиката на британските музикални награди BRIT. През 2009 г. подписва договор с Polydor и издава последователно първия си EP диск и дебютния си албум „Lights“ (2010).

## Ранни години
Ели Голдинг, истинско име Елена Джейн Голдинг, е родена на 30 декември 1986 в Херефорд, в семейството на Артър и Трейси Голдинг. Завършва гимназия в Кингтън, Херефордшър, след това учи в колежа в Херефорд и от там се прехвърля в Университета в Кент. По време на следването си тя е посъветвана да преустанови за известно време образованието си, за да се концентрира на кариерата си.
Още като дете Голдинг се учи да свири на китара и кларинет и пише първите си песни за забавление. В университета, докато следва актьорско майсторство, тя открива за себе си електронната музика и с помощта на Винсънт Търнър, по-известен като Frankmusik, записва песента „Wish I Stayed“. Скоро след това се запознава с продуцента Финли Дау-Смит, по-известен като Starsmith, с чиято помощ Голдинг записва дебютния си албум.

## Кариера
Голдинг подписва договор с Polydor Records през септември 2009, но дебютният ѝ сингъл „Under the Sheets“ е издаден от независимия лейбъл Neon Gold Records поради лични съображения на певицата. Песента дебютира на 30 септември 2009 по Radio 1 на BBC и бързо се превръща в една от най-желаната от слушателите. Две седмици по-късно песента е издадена в дигитален формат и се изкачва до 53-та позиция в Британската класация за сингли. Октомври 2009 Голдинг е на съвместно национално турне с Little Boots.
В началото на 2010 малко преди издаването на първия ѝ студиен албум е обявено, че Голдинг е спечелила класацията на BBC за Нов звук на 2010, която отразява вижданията на критици, радио и телевизионни станции и музикални експерти за обещаващи нови имена на британската музикална сцена за съответната година. В класацията тя е плътно следвана от Марина Диаманди, а на следващите позиции са Delphic, Hurts и The Drums. Същата година Голдинг печели Наградата на критиката на британските музикални награди BRIT, което я прави едва втория изпълнител, който печели класацията и тази награда в една и съща година. През 2008 соул певицата Адел има същия успех.
Дебютният албум „Lights“ е издаден на 1 март 2010, а около седмица преди това излиза втория сингъл от него „Starry Eyed“, който стига до 4-то място в Класацията за сингли. Албумът оглавява Британската класация за албуми и се изкачва до 12-о място в ирландския ѝ еквивалент. На 17 май излиза песента „Guns and Horses“, която достига 26-о място, а четвъртият сингъл „The Writer“ се изкачва до 19-а позиция в Британската класация за песни. След издаването на „Lights“ Голдинг изнася редица концерти във Великобритания и Европа, а лятото на 2010 е на кратко турне в САЩ.
На 29 ноември 2010 „Lights“ е преиздаден под името „Bright Lights“, в който са включени допълнително шест нови песни. Първият сингъл от албума кавър на песента на Елтън Джон „Your Song“, който е най-големият ѝ успех в британската класация за сингли, изкачвайки се до 2-ро място. През 2011 Голдинг ще бъде на второто си турне в Щатите, а след това ще се оттегли от сцената, за да се концентрира основно върху записването на нов материал и ще ограничи участията си до минимум. През 2012 година на 5 октомври излиза вторият албум на Ели Голдинг – „Halcyon“. В албума най-много се открояват песните „Anything could happen“, „Figure 8“ и „I need your love“, която е допълнителна песен към албума и е дуетна с Калвин Харис. През лятото на 2013 година излиза преиздадена версия на албума „Halcyon“ – „Halcyon Days“. В него има много нови и неиздадени дотогава парчета. Първото от тях е „Burn“, което излиза на 05.07.2013 и става тотален хит и озаглавява всички класации. В периода от 2012 – 2014 ходи на турне за да промотира песните от новия си албум. През 2014 излиза вторият ѝ дует с Калвин Харис – „Outside“, която е включена в четвъртия му студиен албум – „Motion“. В началото на 2015 година издава песента „Love me like you do“, която е прочувствена балада и е включена във филма „Петдесет нюанса сиво“. Песента първоначално е била предназначена за Деми Ловато, но впоследствие Ели Голдинг записва песента. През лятото е обявено, че тя ще издава трети студиен албум. През есента на 2015 той става факт – казва се „Delirium“.

## Дискография

### Студийни албуми
- „Lights“ (2010)
- „Halcyon“ (2012)
- „Delirium“ (2015)

### EP албуми
- „An Introduction to Ellie Goulding“ (2009)
- „Run Into the Light“ (2010)

### Сингли
- „Under the Sheets“ (2009)
- „Starry Eyed“ (2010)
- „Guns and Horses“ (2010)
- „The Writer“ (2010)
- „Your Song“ (2010)
- „Lights“ (2011)
- „Anything Could Happen“ (2012)
- „Figure 8“ (2012)
- „Explosions“ (2013)
- „Burn“ (2013)
- „How Long Will I Love You“ (2013)
- „Goodness Gracious“ (2014)
- „Beating Heart“ (2014)
- „Love Me Like You Do“ (2015)
- „On My Mind“ (2015)
- „Still falling for you“ (2016)

## Турнета
- The Lights Tour (2010 – 11)
- The Halcyon Days Tour (2012 – 14)
- Delirium Tour (2016)

## Видеоклипове
| Видеоклип                | Премиера | Албум                                                    |
| ------------------------ | -------- | -------------------------------------------------------- |
| Under The Sheets         | 2009     | Lights                                                   |
| Starry Eyed              | 2010     | Lights                                                   |
| Guns And Horses          | 2010     | Lights                                                   |
| The Writer               | 2010     | Lights                                                   |
| Your Song                | 2010     | Bright lights                                            |
| Lights                   | 2011     | Bright lights                                            |
| Hanging On               | 2012     | Halcyon                                                  |
| Anything Could Happen    | 2012     | Halcyon                                                  |
| I Know You Care          | 2012     | Halcyon                                                  |
| Figure 8                 | 2012     | Halcyon                                                  |
| Explosions               | 2013     | Halcyon                                                  |
| Tessellate               | 2013     | Halcyon days                                             |
| Burn                     | 2013     | Halcyon days                                             |
| Midas Touch              | 2013     | Halcyon days                                             |
| How Long Will I Love You | 2013     | Halcyon days                                             |
| Goodness Gracious        | 2014     | Halcyon days                                             |
| Beating Heart            | 2014     | Divergent: Original Motion Picture Soundtrack            |
| Love Me Like You Do      | 2015     | Fifty Shades of Grey: Original Motion Picture Soundtrack |
| On My Mind               | 2015     | Delirium                                                 |